# أرنب فنزويلي
أرنب فنزويلي (الاسم العلمي: Ochotona hyperborea) المعروف كذلك باسم أرنب باريناس نسبةً إلى ولاية باريناس، هو نوع من الثدييات يتبع فصيلة الأرانب ضمن رتبة الأرنبيات. يستوطن غرب فنزويلا ويُعتبر نبات سيدا غذاءه الرئيسي.